# کنترل تولید

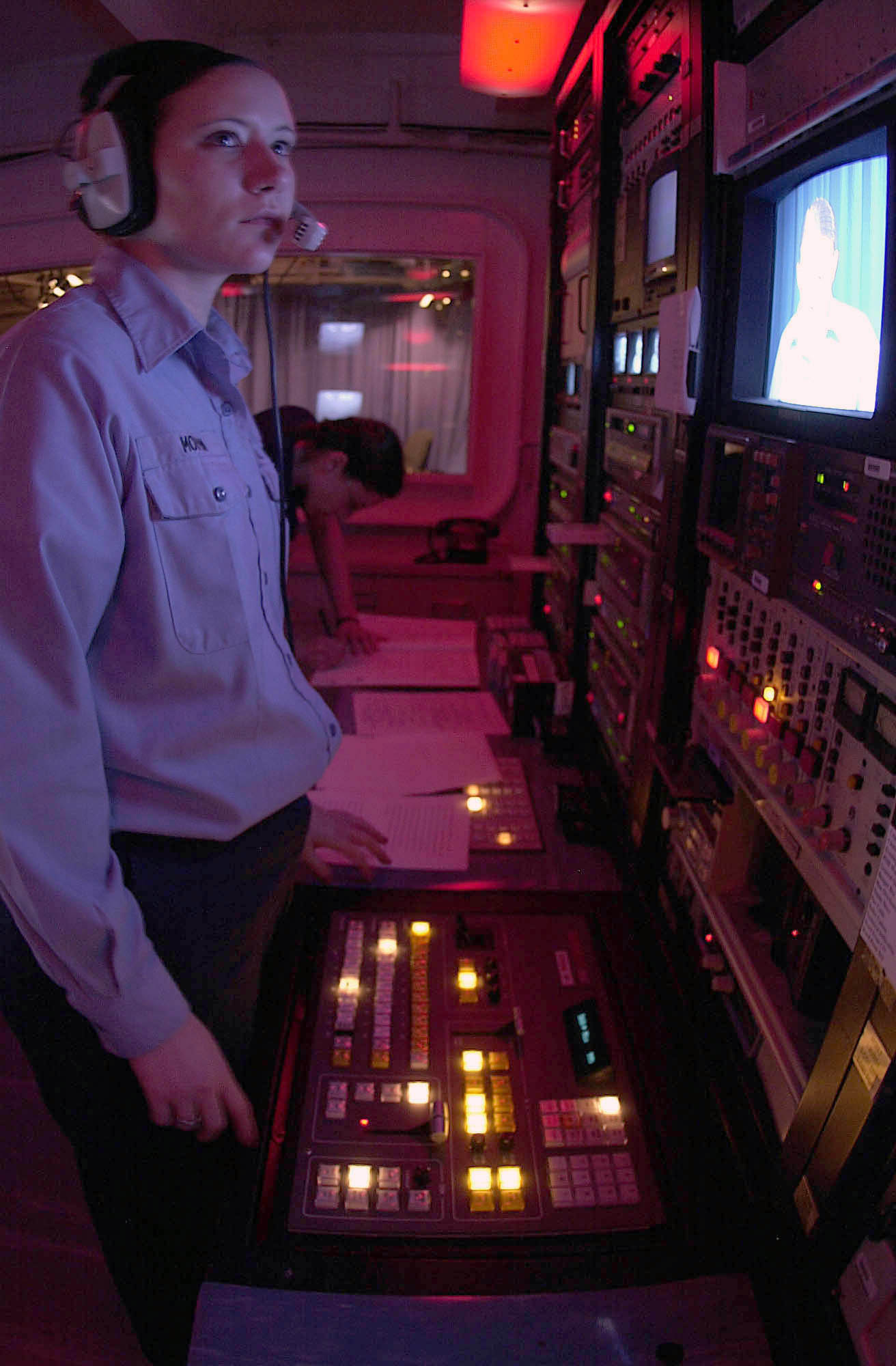
کنترل تولید (انگلیسی: Production control) به فعالیت‌های مرتبط با نظارت و کنترل هر نوع تولید یا عملیات اطلاق می‌گردد. فرایند کنترل تولید اغلب از طریق اتاق کنترل یا اتاق عملیات، اجرا می‌شود.

کنترل تولید (انگلیسی: Production control) به فعالیت‌های مرتبط با نظارت و کنترل هر نوع تولید یا عملیات اطلاق می‌گردد. فرایند کنترل تولید اغلب از طریق اتاق کنترل یا اتاق عملیات، اجرا می‌شود. کنترل تولید یکی از وظایف کلیدی در مدیریت عملیات است، که در بر گیرنده مباحث کلیدی چون کنترل موجودی و کنترل کیفیت می‌باشد.